# Black Mamba (bài hát)
"Black Mamba" là đĩa đơn đầu tay của nhóm nhạc nữ Hàn Quốc Aespa. Ca khúc được SM Entertainment phát hành vào ngày 17 tháng 11 năm 2020, do Yoo Young-jin đồng sáng tác với Omega, Ella Isaacson, Gabriela Geneva (NIIVA), Jordan Reyes, Shaun Lopez và Scott Chesak, với Yoo, Reyes và Lopez tham gia sản xuất bài hát. Về mặt âm nhạc, "Black Mamba" thuộc thể loại pop, electropop và dance-pop với âm thanh tổng hợp và EDM đặc trưng và âm trầm được kết hợp với một đoạn hook. Lời bài hát nói về một người được gọi là "Black Mamba" không chỉ can thiệp vào kết nối của các thành viên và avatar mà còn đe dọa thế giới của họ.
Một video âm nhạc đi kèm cho bài hát đã được tải lên kênh YouTube của SM Entertainment đồng thời với việc phát hành đĩa đơn. Video âm nhạc của bài hát đã đạt được số lượt xem cao nhất đối với video đầu tay của một nhóm nhạc K-pop, với 21,4 triệu lượt xem trong 24 giờ. Về mặt thương mại, đĩa đơn đã lọt vào bảng xếp hạng ở năm quốc gia, đạt vị trí thứ 49 tại Hàn Quốc và vị trí thứ 5 trên Billboard World Digital Songs của Hoa Kỳ. Aespa đã quảng bá bài hát bằng các buổi biểu diễn trực tiếp trên truyền hình trên các chương trình âm nhạc khác nhau của Hàn Quốc bao gồm Show! Music Core, Music Bank và Inkigayo.

## Hoàn cảnh ra đời và phát hành
Vào ngày 26 tháng 10, SM Entertainment thông báo rằng họ sẽ ra mắt một nhóm nhạc nữ mới, nhóm đầu tiên kể từ Red Velvet vào năm 2014 và là nhóm nhạc thần tượng tổng thể đầu tiên kể từ NCT vào năm 2016. Các thành viên đã được tiết lộ riêng lẻ từ ngày 27 đến ngày 30 tháng 10 (theo thứ tự: Winter, Karina, Ningning và Giselle). Chủ tịch SM Entertainment, ông Lee Soo-man đã giải thích thêm về khái niệm aespa trong Diễn đàn Công nghiệp Văn hóa Thế giới 2020 được tổ chức trực tuyến vào ngày 28 tháng 10. Một đoạn giới thiệu video với cả bốn thành viên đã được tiết lộ vào ngày 2 tháng 11. Cùng ngày, công ty thông báo rằng aespa sẽ phát hành đĩa đơn đầu tay "Black Mamba" vào ngày 17 tháng 11. Teaser video âm nhạc được phát hành vào ngày 15 tháng 11, và bài hát chính thức ra mắt vào ngày 17 tháng 11.

## Sáng tác
Ca khúc "Black Mamba" do Omega, Ella Isaacson, Gabriela Geneva (NIIVA), Jordan Reyes, Shaun Lopez, Scott Chesak và Yoo Young-jin sáng tác, với Yoo Young-jin, Shaun Lopez và Jordan Reyes tham gia sản xuất ca khúc.
Bài hát thuộc thể loại pop điện tử và dance-pop với âm thanh synth đặc trưng, một đoạn hook có âm trầm làm nổi bật giọng hát tài năng của các cô gái. Thời lượng của ca khúc này dài khoảng 2:54. Về mặt ca từ, bài hát mô tả về một sinh vật hình rắn được gọi là "Black Mamba" không chỉ cản trở sự kết nối của các thành viên với hình đại diện của họ mà còn đe dọa thế giới KWANGYA. Đây là bài hát đầu tiên giải thích thế giới quan của aespa.

## Đón nhận
Bài hát ra mắt ở vị trí thứ 117 trên Bảng xếp hạng kỹ thuật số Gaon của Hàn Quốc với chỉ số Gaon là 4,439,664 trên bảng xếp hạng số ra ngày 15–21 tháng 11 năm 2020, cho đến khi đạt vị trí cao nhất ở vị trí 49, 3 tuần sau khi phát hành. Nó cũng lần lượt ra mắt ở vị trí thứ 36 và 116 trên Bảng xếp hạng tải xuống và Bảng xếp hạng phát trực tuyến. Cùng tuần, bài hát ra mắt ở vị trí thứ 5 trên Billboard World Digital Songs của Hoa Kỳ, mang lại cho Aespa bản hit đầu tiên của họ trên bảng xếp hạng này. Trên bảng xếp hạng Global 200, "Black Mamba" đạt vị trí thứ 183 với 18,9 triệu lượt phát trực tuyến toàn cầu và 3.000 lượt tải xuống toàn cầu được bán ra. Trong tuần thứ 2, bài hát đã tăng lên vị trí thứ 138. Tại New Zealand, bài hát đứng ở vị trí thứ 37 trên bảng xếp hạng RMNZ Hot Singles.

## Bảng xếp hạng
| Bảng xếp hạng (2020)                    | Thứ hạng cao nhất |
| --------------------------------------- | ----------------- |
| Global 200 (Billboard)                  | 138               |
| Malaysia (RIM)                          | 14                |
| New Zealand Hot Singles (RMNZ)          | 37                |
| Singapore (RIAS)                        | 13                |
| Hàn Quốc (Gaon)                         | 49                |
| Hàn Quốc (K-pop Hot 100)                | 21                |
| US World Digital Song Sales (Billboard) | 5                 |

| Bảng xếp hạng (2020)     | Thứ hạng cao nhất |
| ------------------------ | ----------------- |
| Hàn Quốc (Gaon)          | 69                |
| Hàn Quốc (K-pop Hot 100) | 25                |

| Bảng xếp hạng (2021) | Thứ hạng |
| -------------------- | -------- |
| Hàn Quốc (Gaon)      | 107      |